# Ликург (Аркадия)
Ликург (на старогръцки: Λυκοΰργος; на латински: Lycurgus) в древногръцката митология е цар на Аркадия.
Син е на цар Алей и Неайра, дъщерята на Перей. Брат е на Кефей, Амфидам (аргонавт) и Авга.
Ликург се жени за Клеофила (или Евринома или Антиноя) и е баща на Анкей, Епох, Амфидамант и Яс (Ясос), както и дядо на Аталанта.
Той убива боеца от Аркадия Арейфой.